# Frank Hinman Pierpont
Frank Hinman Pierpont (New Haven, 1860 - Londen, 1937) was een Engels letterontwerper, bekend om zijn creatie Plantin uit 1913.

## Plantin
De persoon Plantin was een beroemde drukker in de 16e eeuw. Zijn lettergieterij bracht zogenaamde "Old Face" lettertypes uit, alsmede de "Italic" variant van Garamond.
Frank Hinman Pierpont baseerde zijn lettertype Plantin op deze historische snedes.
Hij leidde bij Monotype Corporation tot 1936 onder andere het project voor het ontwerp en de vervaardiging van Plantin.
Dit lettertype is wijdverbreid in gebruik vanwege zijn hoge mate van leesbaarheid en werd gedistribueerd door Monotype Corporation.
Later baseerden Stanley Morison en Victor Lardent hun lettertype Times New Roman op de Plantin.

## Lettertypen
- Aldine 721
- Horley Old Style
- Plantin
- Revival 555
- Rockwell